# Xenopeltis
Xenopeltis Reinwardt, 1827, è un genere di serpenti, unico genere della famiglia Xenopeltidae.

## Tassonomia
Comprende le seguenti specie:
- Xenopeltis hainanensis Hu & Zhao, 1972
- Xenopeltis unicolor Reinwardt, 1827